# ستيفن وليامز (لاعب كرة قدم أسترالية)
ستيفن وليامز (بالإنجليزية: Stephen Williams)‏ هو لاعب كرة قدم أسترالية أسترالي، ولد في 5 يونيو 1961.

## وصلات خارجية
- ستيفن وليامز على موقع AustralianFootball.com (الإنجليزية)
- ستيفن وليامز على موقع AFLtables.com (الإنجليزية)